# 篠原功
篠原 功（しのはら いさお、1972年6月2日 - ）は、日本の男性俳優、声優。東京都出身。A型。

## 人物
2000年より演劇実践集団デスペラーズの旗揚げメンバーとして参加。
2009年、自らも演劇集団「SINK」を旗揚げ。脚本・演出も手がけ、現在も年1回のペースで公演を続けている。
同年、芸名を篠原功生から本名の「篠原功」に戻した。
2015年8月、演劇集団「SINK」をプロデュース団体から劇団にする。
同年11月、演劇集団「SINK」のマネージメント事務所として、SINK MANAGEMENT OFFICE 南西角部屋を設立する。
2020年12月末日をもって事務所を閉鎖。

## 出演

### 舞台
- 風と共に去りぬ（2001年）
- 孤高の鬼（2001年）
- ミュージカル レ・ミゼラブル（2003年 - 2004年）
- 煉獄の中（2004年）
- ブルースな日々 あぁガス欠！（2004年）
- 或る告白（2005年）
- ミュージカル モーツァルト!（2005年）
- 愚かものの記録（2005年）
- ボーイズレビュー・HOLD ON（2006年）
- ザ・タイムライン（2005年）
- 丹波屋物語（2005年）
- クロスセンス（2007年）
- 愚かものの記録 最終章（2007年）
- 愚かものの記録（追加公演）（2006年）
- 遺墨（2008年）
- 三文オペラ（2007年）
- ミュージカル エリザベート（2008年 - 2009年）
- 新宿ミッドナイトベイビー（2009年）
- 砂のクロニクル（2011年）
- 新宿・夏の渦（2012年）
- 大津皇子〜飛鳥よ、幼子の寝息が如く〜（2013年）
- 新・藪の中（2013年）
- 熱海殺人事件『売春捜査官』（2016年）
- コウの花嫁（2016年）
- 蛇の亜種（2016年）
- 花火の陰（2017年）
- トレーディングライフ（2017年）
- フクロウガスム（2017年）
- Christmas特別公演『蛇の亜種』（2017年）
- 蛇の亜種2018（2018年）
- ゲームブレイカー（2018年）
- 虚言癖倶楽部（2018年）
- 風の音聞こえず、鈴音が落ちる（2018年）
- LIVE THEATER「Royal Scandal～秘恋の歌姫[ディーヴァ]～」（2018年）
- オムイズムvol.2「園園～そのその～」（2019年）
- 女王の戦略（2019年） 演劇集団『SINK』旗上げ公演 余興（2009年）作・演出 篠原功
- 生命（2010年）
- 鳥籠（2011年）
- 欲暴（2012年）
- さいかい（2015年）
- 追憶（2015年）
- 一騎（2016年）
- 犬路（2016年）
- 青空（2017年）
- 欲暴/劇団版（2017年）
- 謝謝（2018年）
- 舞台 華の天羽組 -天京戦争編-powered byヒューマンバグ大学（2023年）[1]
- 愚れノ群れ（2024年）[2]
- 霧（2025年)[3]

### テレビドラマ
- 恋のバカンス（1997年1月 - 3月、日本テレビ）（#3、4、5）
- 大市民（1997年、日本テレビ）（#4）
- 冷たい月（1998年1月 - 3月、日本テレビ）（レギュラー）
- プリマダム（2006年4月 - 6月、日本テレビ）（#4）
- 星月夜（2007年、TBS）
- 4姉妹探偵団（2008年3月、テレビ朝日）安部秀明（#8）
- 警視庁捜査一課9係（2008年5月、テレビ朝日）（#4）
- ホカベン（2008年6月、日本テレビ）記者（#10）
- Strangers 6（2012年、WOWOW）
- 土曜ワイド劇場 西村京太郎トラベルミステリー66（2016年7月、テレビ朝日）
- コードネームミラージュ（2017年5月、テレビ東京）

### WEBムービー
- スリーパー浸透工作員 警視庁公安部外事二課予告編（竹内明 著／講談社）主演（2017年）

### テレビCM
- 花王（1992年）
- 青森ケイリン（1992年）
- 東急リバブル（2000年）
- オートバックスセブン（2001年）
- ソフトバンク・スリミア（2006年）
- セレモニー（2011年 - 2014年）

### ナレーション
- 勇気のメダル（1999年、テレビ東京）
- セレモニー（2011年）
- ホテル椿山荘TOKYO（2012年）
- I'm an ENGINEER（2015年、BS11）
- HONDA New GRACE（2017年〜2019年）

### 映画
- ゴジラvsスペースゴジラ（1994年）Gフォース隊員
- DEAD AND RUN（2001年）
- 新・仁義の墓場（2002年）
- TRUNK（2002年）
- ONE（2009年）
- City Light（2010年）

### Vシネマ
- 特捜刑事マン（2001年）

### テレビアニメ
- メダロット（1999年7月 - 2000年6月、テレビ東京）

### ゲーム
- メダロット3 クワガタバージョン（2000年7月23日）

## CD
- 荒野のメダロット（2000年1月7日）